# Petrovo-Krasnosillea
Petrovo-Krasnosillea (în ucraineană Петрово-Красносілля), cunoscut până în 2016 sub numele de Petrivske (în ucraineană Петрівське), este un oraș raional din orașul regional Hrustalnîi, regiunea Luhansk, Ucraina. În afara localității principale, mai cuprinde și satul Voskresenivka.

## Demografie
Componența lingvistică a orașului Petrovo-Krasnosillea
     Rusă (76,43%)
     Ucraineană (22,4%)
     Alte limbi (0,1%)
Conform recensământului din 2001, majoritatea populației orașului Petrovo-Krasnosillea era vorbitoare de rusă (76,43%), existând în minoritate și vorbitori de ucraineană (22,4%).